# Chelsi Smith
Pour les articles homonymes, voir Smith.
 (juin 2013).
Si vous disposez d'ouvrages ou d'articles de référence ou si vous connaissez des sites web de qualité traitant du thème abordé ici, merci de compléter l'article en donnant les références utiles à sa vérifiabilité et en les liant à la section « Notes et références ».
Chelsi Mariam Pearl Smith, née le 23 août 1973 à Redwood City en Californie et morte le 8 septembre 2018, est un mannequin et une actrice américaine. En 1995, elle est élue Miss USA puis Miss Univers. 

## Biographie
Chelsi Smith hérite d'ascendance afro-américaine. En 1994, elle participe à l'élection de Miss Texas USA pour participer à l'élection de Miss USA 1995 dont elle remporte le titre puis remporte la couronne de Miss Univers 1995. Shanna Moakler, sa suivante à l'élection de Miss USA, la remplace pour ce titre.
Après son titre de Miss Univers, elle se lance dans le mannequinat.
Avec le soutien de la musique World Entertainment/Sony, Chelsi Smith coécrit et enregistre avec le producteur Damon Elliott sa première partie de single, Dom Da Da, de la bande originale de The Sweetest Thing, mettant en vedette Cameron Diaz.
En 2003, elle joue dans un film indépendant (Playas Ball sur l'Internet Movie Database), où elle partage l'affiche avec Allen Payne et Elise Neal. Elle a aussi organisé Beyoncé Knowles Beyonce spécial : famille et amis de Tour sur la télévision à la carte et apparu sur HBO dans court-métrage d'un Saladin Patterson (vol One Stand sur l'Internet Movie Database)[Quoi ?] avec Marc Blucas et Aisha Tyler.

### Vie privée et mort
Chelsi Smith épousa son fiancé, le préparateur physique Kelly Blair, après son règne comme Miss univers, et a déménagé à Los Angeles. Ils divorcèrent plus tard.
Elle meurt le 8 septembre 2018 d'un cancer du foie,.